# Veysel Cihan
Veysel Cihan (Avanos, 4 februari 1976) is een Turks voormalig voetballer die doorgaans als aanvaller speelde.

## Seizoenstatistieken
| Jaar      | Club           | Wedstrijden (goals) |
| --------- | -------------- | ------------------- |
| 1994-1998 | Nevsehirspor   | 94 (33)             |
| 1998-2002 | Denizlispor    | 140 (51)            |
| 2002-2004 | Genclerbirligi | 75 (23)             |
| 2004-2006 | Beşiktaş JK    | 32 (6)              |
| 2006-2007 | Gaziantepspor  | 48 (6)              |
| 2007-2009 | Konyaspor      | 65 (17)             |
| 2009-2011 | Antalyaspor    | 48 (10)             |
| 2011-2012 | Boluspor       | 26 (5)              |